# Ideje izpod odeje
Ideje izpod odeje je tretji studijski album slovenskega glasbenega izvajalca Andreja Šifrerja, izdan leta 1981 pri ZKP RTV Ljubljana. Je dvojni album.

## Seznam pesmi
Vse pesmi je napisal Andrej Šifrer, razen kjer je to navedeno.
| Stran A | Stran A                          | Stran A |
| Št.     | Naslov                           | Dolžina |
| ------- | -------------------------------- | ------- |
| 1.      | „Majhni psi‟                     | 3:07    |
| 2.      | „Lepa dekleta‟                   | 4:28    |
| 3.      | „Gorska roža‟ (Jesse Winchester) | 4:20    |
| 4.      | „Ko zvonovi zapojo‟              | 3:54    |
| 5.      | „Ljubljana‟                      | 3:23    |

| Stran B | Stran B             | Stran B |
| Št.     | Naslov              | Dolžina |
| ------- | ------------------- | ------- |
| 6.      | „Romanje‟           | 4:21    |
| 7.      | „Uspavanka‟         | 3:03    |
| 8.      | „Mlade barabe‟      | 4:46    |
| 9.      | „Ideje izpod odeje‟ | 3:41    |
| 10.     | „Gostilna Šifrer‟   | 4:03    |

| Stran C | Stran C                     | Stran C |
| Št.     | Naslov                      | Dolžina |
| ------- | --------------------------- | ------- |
| 11.     | „Ego‟                       | 4:07    |
| 12.     | „Mar naj zato znorim‟       | 2:57    |
| 13.     | „Podajam roke‟              | 3:21    |
| 14.     | „To se govori (med ljudmi)‟ | 3:02    |
| 15.     | „Ljudi je strah‟            | 4:25    |

| Stran D | Stran D                                                | Stran D |
| Št.     | Naslov                                                 | Dolžina |
| ------- | ------------------------------------------------------ | ------- |
| 16.     | „Vse manj je dobrih gostiln‟                           | 4:09    |
| 17.     | „Oče‟                                                  | 3:08    |
| 18.     | „Ena bouha me grize‟ (ljudska)                         | 2:52    |
| 19.     | „Prepelica‟ (ljudska)                                  | 0:37    |
| 20.     | „Šimen inu Agata‟ (ljudska)                            | 0:44    |
| 21.     | „Rudeči cvet‟ (Eros Sciorilli, besedilo: Marjan Stare) | 1:32    |
| 22.     | „Martinov lulček‟                                      | 3:13    |

## Zasedba
- Andrej Šifrer — vokal, aranžmaji
- Čarli Novak — bas kitara
- Matt Jenner — kitara
- Colin Larn — bobni, tolkala
- Bill Thorp — violina
- Martin Žvelc — harmonika
- Andrej Habič — oblikovanje
- Tone Stojko in Marjan Paternoster — fotografiranje
- Dave Cook — producent
- Aco Razbornik — snemanje